# Goricska
Goricska (horvátul: Gorička, 1910-ig Gornja Gorička) falu Horvátországban, Sziszek-Monoszló megyében. Közigazgatásilag Dvorhoz tartozik.

## Fekvése
Sziszek városától légvonalban 36, közúton 78 km-re délre, községközpontjától 15 km-re északnyugatra a Báni végvidék déli részén, Grabovica és Paukovac között, a Zrinyi-hegység déli részén fekszik.

## Története
A régészeti leletek tanúsága szerint területén már ősidők óta élnek emberek. A falu felett, a Zrinyi-hegység (Zrinska gora) 488 méteres Osječenica nevű magaslatán egy a vučedoli kultúrához tartozó erődített település maradványai találhatók. A területen 1985 és 1989 között a zágrábi egyetem régészeti és filozófiai tanszékének szakemberei végeztek feltárásokat. Ennek során kiderült, hogy a hegységnek ezen a stratégiai fontosságú magaslatán már az újkőkor emberének is volt települése. Jól be lehetett innen látni északra a Zrínyi-hegység magaslatait, nyugatra a Trgovska gorát, délre pedig az Una mellékét. A lelőhelyen a vučedoli kultúra, térség legősibb kultúrájának maradványait találták meg. A kultúra az i. e. 3000 és 2200 közötti időszakban, a rézkorban és a korai bronzkorban virágzott. Nevét a Vukovártól 6 km-re fekvő Vučedol nevű völgyről kapta, ahol a hozzá kapcsolható legnagyobb település feküdt. A vučedoli kultúra embere mestere volt a réz megmunkálásának, ezért legtöbb települése rézlelőhelyek közelében található. Letelepedéséhez ideális feltételeket nyújtottak a Dvortól északra fekvő ércbányák, különösen a boszniai Japra völgyének, valamint a Trgovska gora és a Zrinska gora rézlelőhelyei. Az itt talált leletek alapján Osječenica csak viszonylag későn, az i. e. 2500 körüli időben népesült be és mintegy háromszáz évig lakták.
A késő bronzkorban nagy népességmozgás ment végbe a térségben, ahol az illír pannonok egyik törzse a segestanok telepedtek le és egészen a római hódításig lakták a települést. Nevüket a mai Sziszek helyén állt illír várostól Segesticáról kapták. A rómaiak először az első dalmát háború idején i. e. 156-ban támadták a térséget, majd a második dalmát háború alkalmával i. e. 119-ben Lucius Caecilius Metellus Dalmaticus és Lucius Aurelius Cotta vezetésével egészen Segesticáig jutottak, melyet Appianosz görög történész szerint szerint el is foglaltak. (Mások szerint ez nem sikerült.) Osječenicán i. e. 90-ből származó római pénzérme is előkerült. Ebből következtethető lenne, hogy ekkor legalább átmenetileg római uralom alatt állt. Történelmi tény, hogy Segesticát i. e. 35-ben foglalták el és rombolták le Augustus hadai és ezzel a térség végleg római uralom alá került. Az Osječenicán talált római leletek bizonyossá teszik, hogy a település a rómaiak alatt is virágzott. A lakosságot romanizálták és innen ellenőrizték a közeli ércbányák működését. Az utolsó római pénzek a 4. század végéről és az 5. század elejéről származnak ezért valószínű, hogy a település ekkor pusztult el. Ezután a térség a 13. századig lényegében lakatlan volt.
A középkorban első ismert birtokosai a Babonićok voltak, akiknek Imre király adományozta az Una mentén elterülő Vodica nevű birtokot. A család a 14. században kegyvesztett lett, majd 1347-ben I. Lajos király birtokcserével a Zrínyiek őseinek a Subićoknak adott itt birtokokat. Goricska várát valószínűleg Zrínyi II. Péter építette 1388 után, ekkor vette feleségül ugyanis a Babonićok leszármazottját Blagay Ilonát. A házassági szerződésben Zrínyi vállalta, hogy felesége számára a Brokunova gorára várkastélyt építtet. A Zrínyiek a török veszély közeledtére próbálták a várat megerősíteni. Goricska védelmére a váron kívül egy erődített templom is szolgált. Ez a Szűz Mária tiszteletére szentelt templom és kolostor erődített épületegyüttese volt, mely jól látható Marsigli gróf olasz hadmérnöknek a Goricskáról készített 17. század végi rajzán. (Mára semmi sem maradt belőle, anyagát valószínűleg a házak építéséhez.hordták el.) A török támadások különösen 1540 után erősödtek fel, így a vár eleste csak idő kérdése volt. A térség többi településéhez hasonlóan Goricskát is a 16. század közepén foglalta el a török.
Az 1683 és 1699 között felszabadító harcokban a keresztény seregek kiűzték a térségből a törököt és a török határ az Una folyóhoz került vissza. Ezután a Kordun területéről katolikus horvát, a török uralom alatt maradt Közép-Boszniából, főként a Kozara-hegység területéről és a Sana-medencéből  pravoszláv szerb családok érkeztek a felszabadított területekre. Az újonnan érkezettek szabadságjogokat kaptak, de ennek fejében határőr szolgálattal tartoztak. El kellett látniuk a várak, őrhelyek őrzését és részt kellett venniük a hadjáratokban. Goricska benépesülése is a 17. században kezdődött, majd több hullámban a 18. században is folytatódott. 1696-ban a szábor a bánt tette meg a Kulpa és az Una közötti határvédő erők parancsnokává, melyet hosszas huzavona után 1704-ben a bécsi udvar is elfogadott. Ezzel létrejött a Báni végvidék (horvátul Banovina), mely katonai határőrvidék része lett. 1745-ben megalakult a Petrinya központú második báni ezred, melynek fennhatósága alá ez a vidék is tartozott. Goricska romos várát a felszabadítás után Valvasor még lerajzolta, de az udvari haditanács nem tartotta érdemesnek az újjáépítésre és sorsára hagyták.
1881-ben megszűnt a katonai közigazgatás és Zágráb vármegye Kostajnicai járásának része lett. 1857-ben 686, 1910-ben 893 lakosa volt. A 20. század első éveiben a kilátástalan gazdasági helyzet miatt sokan vándoroltak ki a tengerentúlra. 1918-ban az új szerb-horvát-szlovén állam, majd később Jugoszlávia része lett. A második világháború idején a Független Horvát Állam része volt. A háború után a béke időszaka köszöntött a településre. Enyhült a szegénység és sok ember talált munkát a közeli városokban. Ennek következtében újabb kivándorlás indult meg. Sok fiatal települt át a jobb élet reményében a közeli városokba, Glinára, Dvorra, Petrinyára, Bosanski Noviba. A délszláv háború előestéjén csaknem teljes lakossága szerb nemzetiségű volt. A falu 1991. június 25-én a független Horvátország része lett, de szerb lakossága a Krajinai Szerb Köztársasághoz csatlakozott. A falut 1995. augusztus 8-án a Vihar hadművelettel boszniai csapatok segítségével foglalta vissza a horvát hadsereg. A szerb lakosság többsége elmenekült. 2011-ben 109 lakosa volt.

## Népesség
| Lakosság változása | Lakosság változása | Lakosság változása | Lakosság változása | Lakosság változása | Lakosság változása | Lakosság változása | Lakosság változása | Lakosság változása | Lakosság változása | Lakosság változása | Lakosság változása | Lakosság változása | Lakosság változása | Lakosság változása | Lakosság változása |
| ------------------ | ------------------ | ------------------ | ------------------ | ------------------ | ------------------ | ------------------ | ------------------ | ------------------ | ------------------ | ------------------ | ------------------ | ------------------ | ------------------ | ------------------ | ------------------ |
| 1857               | 1869               | 1880               | 1890               | 1900               | 1910               | 1921               | 1931               | 1948               | 1953               | 1961               | 1971               | 1981               | 1991               | 2001               | 2011               |
| 686                | 831                | 823                | 738                | 832                | 893                | 1.011              | 1.032              | 759                | 794                | 756                | 619                | 510                | 385                | 107                | 109                |

(1910-ig Gornja Gorička néven. 1857 és 1880, valamint 1921 és 1931 között Paukovac lakosságát is ide számították.)

## Nevezetességei
- Goricska középkori vára a falu északi határában található Gradina nevű magaslaton állt. A várat 1388 után építtette Zrínyi II. Péter. A 16. század közepén elfoglalta a török. A 17. század végén foglalták vissza a keresztény erők, de ekkor már romos volt. A haditanács nem tartotta érdemesnek az újjáépítésre, ezért sorsára hagyták. Mára szinte semmi nem maradt belőle. Feltárása 1985 és 1989 között történt.
- A Zrinyi-hegység 488 méteres Osječenica nevű magaslatán prehisztorikus eredetű erődített település maradványai találhatók. A közeli hegyekben ősidők óta ércbányászat folyt, az erődítmény főként ezeknek a bányáknak a védelmére épült. Építője a vučedoli kultúra népe volt, majd az illírek és a rómaiak következtek és egészen az 5. század elejéig virágzott. Ma csak egykori sáncainak maradványai láthatók.
- Szűz Mária tiszteletére szentelt erődített temploma és kolostora középkori eredetű volt. A török veszély közeledtére valószínűleg a Zrínyiek alakították át erődítménnyé. Erődszerűen kiképzett tornya messze a település fölé magasodott. Egyetlen hiteles ábrázolása Marsigli olasz hadmérnök 17. századi végi rajzán látható. Az épületegyüttesből mára semmi sem maradt.